# Тайната на моя успех
„Тайната на моя успех“ (на английски: The Secret of My Success) е американска комедия. Издаден е през 1987 г. от Юнивърсъл Пикчърс (Universal Pictures). Главната роля се изпълнява от Майкъл Джей Фокс. През 1988 г. филмът получава номинация за Златен глобус в категория Най-добра оригинална музика за песента The Secret of My Success и успява да спечели наградата за филмова музика на BMI Film & TV Awards.
Когато се появява този филм в края на 80-те години, Майкъл Джей Фокс е на върха на славата си след участията в сериала „Семейни връзки“ и особено в първата част на „Завръщане в бъдещето“.

## Сюжет
След като се премества от Канзас в Ню Йорк, Брантли Фостър (Майкъл Джей Фокс) си намира работа в куриерския отдел на огромната корпорация на своя чичо. Решен да атакува кариерните висоти по всякакви начини, Брантли започва да имитира един от шефовете, за да впечатли по-високопоставената си колежка Кристи Уилс (Хелън Слейтър). Но ненадейно се появява зажаднялата за секс негова леля. Така на несретника Брантли му се налага да балансира между две самоличности, две работи и две жени.